# Vĩnh Cát (nhạc sĩ)
Vĩnh Cát (sinh năm 1934) là một nhạc sĩ người Việt Nam. Ông là một trong những nhạc sĩ Việt Nam đạt được thành tựu nhất định trên cả 2 lĩnh vực sáng tác khí nhạc và thanh nhạc.  Ông cũng là một nhà sư phạm âm nhạc đào tạo nhiều thế hệ nhạc sĩ trong lĩnh vực sáng tác, nghiên cứu. Với vai trò là một nhà quản lý âm nhạc, Vĩnh Cát đã cùng đồng nghiệp đào tạo cán bộ âm nhạc âm nhạc cũng như việc đảm nhận các khía cạnh hoạt động trong đời sống âm nhạc để xây dựng nền âm nhạc dân tộc hiện đại của Việt Nam.

## Thân thế
Vĩnh Cát có tên đầy đủ là Nguyễn Vĩnh Cát. Ông sinh ngày 12 tháng 12 năm 1934 tại xã Đào Dương, Ân Thi, Hưng Yên nhưng sống với gia đình ở Hà Nội từ nhỏ. Cha của Vĩnh Cát là Nguyễn Văn Cảnh, một liệt sĩ qua đời trong những ngày đầu của chiến tranh Đông Dương, từng là phó giám đốc Nha Thể thao Trung ương. Tháng 2 năm 1947, Vĩnh Cát cùng anh em trai của mình gia nhập Đoàn thiếu nhi Nghệ thuật ở Việt Bắc do nhạc sĩ Lưu Hữu Phước làm trưởng đoàn. Ông đã được Lưu Hữu Phước hướng dẫn sáng tác những ca khúc đầu tay như "Việt Bắc" hay "Nhớ Bác Hồ".
Trần Duy Hưng, Chủ tịch Ủy ban Hành chính đầu tiên của Thủ đô Hà Nội đã triệu tập một số trẻ em vào an toàn khu Việt bắc để thử tài mà không cho các nhạc sĩ phụ trách đi kèm. Ông đã yêu cầu trong 1 ngày phải sáng tác xong bài hát gồm cả nhạc và lời về đề tài Hà Nội, bài hát "Gửi bạn Thủ đô" đã được Vĩnh Cát sáng tác. ít lâu sau, bài hát được phát lên trên Đài tiếng nói Việt Nam.

## Sự nghiệp
Từ năm 1950 đến năm 1953, Vĩnh Cát đi học tại Trường sư phạm Trung Ương ở Tuyên Quang, sau đó ông sang học ở Khu học xá Trung Ương (Nam Ninh, Trung Quốc). Tháng 9 năm 1956 đến năm 1959, ông trúng tuyển và học chuyên ngành sáng tác khoá đầu tiên của Trường Âm nhạc Việt Nam. Sau khi tốt nghiệp, ông được giữ lại làm giảng viên. Trong khoảng thời gian ba năm học cũng như giảng dạy tại đây, Vĩnh Cát tham gia nghiên cứu, học tập để sáng tác hàng loạt ca khúc và đặc biệt là khí nhạc và giao hưởng ở nhiều thể loại khác nhau. Bản giao hưởng đầu tiên của ông cũng là bản giao hưởng đầu tiên của nền thanh nhạc Việt Nam sáng tác cho kịch múa "Hái hoa dâng Bác" biểu diễn mừng sinh nhật lần thứ 70 của Hồ Chí Minh năm 1960.
Từ năm 1967 đến năm 1971, sau thời gian học tiếng Nga ở Đại học Ngoại ngữ Hà Nội, ông được cử đi tu nghiệp tại Nhạc viện Alma-Ata ở Liên Xô. Đề tài nghiên cứu của ông là "Giao hưởng hiện đại với ngôn ngữ âm nhạc Phương Đông" dưới sự hướng dẫn của nhà soạn nhạc, Giáo sư Epghenhi Brusilopxki. Trong thời gian này, ông dành gần như toàn bộ thời gian cho sáng tác khí nhạc, tiêu biểu là "Giao hưởng số 1" gồm 3 chương. Ông cũng sáng tác một tác phẩm âm nhạc thính phòng có kỹ thuật cao mang âm điệu Việt Nam và dùng các thủ pháp sáng tác mới như "Marche – Capriccio" cho đàn cello không phần đệm. Từ năm 1971, ông dạy môn sáng tác ở bậc đại học, làm trưởng khoa Lý luận - sáng tác - chỉ huy của Nhạc viện Hà Nội. Năm 1976, ông là phó hiệu trưởng của trường. Ở cương vị mới, ngoài việc giảng dạy, ông đã cùng đồng nghiệp góp sức trong nhiều khía cạnh xây dựng nhà trường, nhất là từ khi được bầu làm Bí thư Đảng ủy tại đây. Trong thời kỳ này, ông không sáng tác những tác phẩm có quy mô và cấu trúc lớn, song lại đa dạng hơn về thể loại sáng tác. Ca khúc "Sa Pa thành phố trong sương" ông viết năm 1986 đã nhận được nhiều sự đón nhận từ công chúng.
Cuối năm 1983, Vĩnh Cát chuyển sang thực hiện công tác quản lý cho Nhà nước Việt Nam. Ông làm Giám đốc Sở Văn hóa - thông tin (nay là Sở Văn hóa Thể thao) của thành phố Hà Nội. Ông còn được làm Thành ủy viên, đại biểu Hội Đồng Nhân Dân thành phố Hà Nội, thành viên Ủy ban Mặt trận Tổ quốc Việt Nam thành phố Hà Nội. Vở kịch hát "Xin lĩnh án tử hình" của ông là một công trình nghệ thuật mừng kỷ niệm 100 năm ngày sinh Hồ Chí Minh. Vở kịch này có sự cộng tác với Trọng Đài, là một đóng góp đưa loại hình opera đến gần với công chúng Việt Nam. Vĩnh Cát đã được nhà nước Việt Nam phong học hàm Phó giáo sư năm 1991.
Từ năm 1998, Vĩnh Cát có nhiều thời gian hơn để trở lại đóng góp cho sáng tạo nghệ thuật. Ông sáng tác bản giao hưởng ngẫu hứng có tên "Ngàn năm khoảng khắc" để chào mừng thiên niên kỷ thứ 3. Cũng trong thời gian này, Vĩnh Cát đã tổ chức được 2 chương trình hòa nhạc lớn nhằm giới thiệu sự nghiệp âm nhạc của mình với nhân dân. Cuối năm 1998, chương trình hòa nhạc thính phòng của ông được trình diễn tại Nhạc viện Hà Nội để kỷ niệm 40 năm ra đời bản piano đầu tiên do ông sáng tác là "Tiếng võng ru". Tháng 3 năm 2002, Dàn nhạc giao hưởng Quốc gia Việt Nam đã biểu diễn chương trình giao hưởng của ông gồm 3 tác phẩm tại Nhà hát lớn Hà Nội là giao hưởng thơ "Tuổi trẻ anh hùng", "Ngàn năm khoảng khắc" và "Giao hưởng số 1" (sau được đặt tên là  "Cuộc đối đầu lịch sử"), 3 bản giao hưởng đã được thu âm trên đĩa và là đĩa nhạc giao hưởng Việt Nam đầu tiên được bán trên thị trường nước này.
Vĩnh Cát cũng sáng tác cho lĩnh vực sân khấu và điện ảnh bằng các tác phẩm cho dàn nhạc hỗn hợp. Ngoài sáng tác, ông còn có một số giáo trình âm nhạc và một số bài báo, báo cáo khoa học tại các hội thảo trong nước và quốc tế. Vĩnh Cát còn tham gia nghiên cứu biên soạn và từng làm chủ biên nhiều đề tài công trình, khoa học. Trong lĩnh vực nghiên cứu văn hóa, ông từng tham gia biên soạn "Bách khoa thư Hà Nội", cũng là giám đốc đầu tiên của Trung tâm hoạt động Văn hóa Khoa học Văn Miếu - Quốc Tử Giám.
Chương trình "Nhạc sĩ Vĩnh Cát với Hà Nội thủ đô yêu dấu" diễn ra tại Nhà hát Lớn Hà Nội vào ngày 4 tháng 7 năm 2010 dưới sự chỉ huy của nhạc trưởng người Mỹ gốc Nhật Bản Shuichi Komiyama đã tạo được tiếng vang lớn trong dư luận Việt Nam. Năm 2014, ông ra mắt cuốn sách "Chỉ làm ngôi sao không tên" dày 600 trang về cuộc đời chính trị, nghệ thuật và cuộc sống của bản thân mừng sinh nhật 80 tuổi. Năm 2019, ở tuổi 85, ông mở một liveshow mang tên "Ngôi sao Hà Nội" và được biểu diễn bởi nhiều ca sĩ nổi tiếng như Quang Thọ, Đăng Dương, Lan Anh, Trọng Tấn, Tùng Dương...

## Đánh giá
Vĩnh Cát có được sự thành công nhất định trong sáng tác cả ca khúc và nhạc thính phòng giao hưởng. Báo chí Việt Nam cho rằng ông là một trong số nhà soạn nhạc giao hưởng hàng đầu ở Việt Nam. Vĩnh Cát cũng là một trong số những nhạc sĩ đầu tiên xây dựng nền âm nhạc chuyên nghiệp Việt Nam trong sáng tác khí nhạc. Ông được đánh giá là nhà sư phạm có uy tín khi viết nhiều tài liệu nghiên cứu, sách giáo khoa âm nhạc góp phần đào tạo nhiều nhạc sĩ tài năng cho Việt Nam. Vĩnh Cát cũng góp phần phục hồi hình thức nghệ thuật truyền thống hát ca trù, hát xẩm và các lễ hội dân gian. Nhìn chung, Vĩnh Cát luôn có nguồn cảm hứng sáng tác về Hà Nội, những tác phẩm nổi tiếng của ông viết về Hà Nội được khán thính giả nơi đây đón nhận.

### Sáng tác thanh nhạc
Nguyễn Thị Nhung 
Trong lĩnh vực thanh nhạc, ông sáng tác chủ yếu các ca khúc, ca khúc quần chúng và ca khúc nghệ thuật (romance). Kể từ bài hát đầu tiên, trải dải 50 năm với nhiều đề tài, nội dung của những ca khúc thường gắn liền với lịch sử dân tộc Việt Nam. Theo báo Tuổi trẻ, ở lĩnh vực ca khúc, nhạc sĩ có hàng trăm tác phẩm. Vĩnh Cát sáng tác nhiều nhưng không dễ dãi. Mỗi tác phẩm phải được tìm tòi, khám phá về cấu trúc, âm hưởng, thể loại có sự hòa trộn giữa tính dân tộc và hơi thở thời đại nhằm làm nên một phong cách riêng. Cấu trúc trong ca khúc của Vĩnh Cát thường có tính chất chặt chẽ, mạch lạc. Hình thức âm nhạc ông ưa dùng là hai đoạn đơn không nhắc lại - tương phản hoặc phát triển. Một số bài hát ông sáng tác gần với âm điệu dân ca như "Vui gặt lúa về". "Bắc Nam một nhà", một số ca khúc khác có cấu trúc gần giống với âm nhạc cổ điển châu Âu như "Em là mùa xuân", "Vườn nhãn quê hương", tuy nhiên số khác lại mang phong cách nhạc nhẹ như "Mặt trời nhỏ của anh", "Trái tim cầu xin". Nhiều ca khúc của Vĩnh Cát được viết có cả phần đệm của piano, trong đó có nhiều bài được đưa vào giáo trình của Nhạc viện Hà Nội hoặc các cơ sở đào tạo khác.

### Sáng tác khí nhạc và giao hưởng
Với nhạc giao hưởng, Vĩnh Cát tạo lập được ngôn ngữ giao hưởng riêng, mang hơi hướng dân tộc hòa quyện với nhiều ngôn ngữ giao hưởng hiện đại qua nhiều loại hình như: Thơ giao hưởng, Tổ khúc giao hưởng, Giao hưởng nhiều chương. Những sáng tác cho khí nhạc của Cát Vĩnh gồm những tác phẩm thính phòng và giao hưởng. Tác phẩm thính phòng của ông thường sáng tác cho nhạc cụ độc tấu, song tấu, tam và tứ tấu ở các hình thức đơn giản đến phức tạp như sonata, hầu hết đều có tiêu đề. Có trên 30 tác phẩm cho âm nhạc thính phòng viết cho nhạc cụ phương Tây và chỉ có số ít nhạc cụ dân tộc.
Tác phẩm giao hưởng của Vĩnh Cát gồm thể loại thơ giao hưởng, tổ khúc giao hưởng, giao hưởng nhiều chương và vài loại hình giao hưởng khác, nổi bật là 3 tác phẩm được trình diễn ngày 29 tháng 3 năm 2002 do Dàn nhạc giao hưởng Việt Nam biểu diễn và nhạc trưởng Nguyễn Thiếu Hoa chỉ huy. Tổ khúc giao hưởng "Hái hoa dâng Bác" là tác phẩm mở đầu sự nghiệp sáng tác giao hưởng của ông.

## Tranh cãi
Tháng 10 năm 2006, một đĩa ghi âm cuộc trò chuyện giữa Vĩnh Cát và Đỗ Hồng Quân tại nhà riêng của nhạc sĩ Vĩnh Cát đã bị ghi lén và phát tán ra ngoài.  Cuộc trò chuyện của hai người đã bị biên tập lại, sau đó bị phát tán rộng rãi. Nhiều nhạc sĩ đã phản ứng dữ dội và yêu cầu làm rõ sự việc này. Đoạn băng này đã được vợ của Vĩnh Cát ghi lại, nhưng sau đó bà để lộ ra khi có vị khách đến nhà chơi và bí mật dùng điện thoại thu âm, Đoạn băng có nội dung Đỗ Hồng Quân đến xin lỗi Vĩnh Cát trong bối cảnh Vĩnh Cát là người khởi xướng việc kiện nguyên Tổng thư ký Hội Nhạc sĩ Việt Nam Trọng Bằng đạo nhạc, lại dùng chính tác phẩm này để đề nghị được xét tặng Giải thưởng Hồ Chí Minh đợt III trong khi Đỗ Hồng Quân lại ký văn bản ủng hộ Trọng Bằng, ngoài ra còn 4 nhạc sĩ khác đều là đại tá cũng lên tiếng phản đối nếu Trọng Bằng được nhận giải. Đỗ Hồng Quân đã nói với Vĩnh Cát trong cuộc hội thoại rằng nhiều nhạc sĩ Việt Nam chỉ có vài người đáng gọi là "nhạc sĩ đích thực" và cho rằng nhiều người không có khả năng sáng tác và hiểu biết âm nhạc.
Trước sự việc này, Đỗ Hồng Quân đã tự rút khỏi Giải thưởng Nhà nước. Vĩnh Cát thì tỏ ra ăn năn vì đã để lộ băng ghi âm và từ chối nói thêm về những vấn đề liên quan tới đĩa ghi âm cuộc trò chuyện giữa ông với nhạc sĩ Đỗ Hồng Quân đang bị phát tán vào thời điểm đó. Nhà giáo ưu tú Trần Trọng Hùng, nguyên giám đốc Nhà hát Lớn Hà Nội,  bày tỏ "Cuốn băng này đã gây cho tôi và cho rất nhiều nhạc sĩ hội viên sửng sốt. Trước đây, nhạc sĩ Đỗ Hồng Quân đã thay mặt BCH hội ký vào công văn gửi tới các cơ quan chức năng phản đối về việc một số nhạc sĩ tố cáo nhạc sĩ Trọng Bằng đạo nhạc. Vậy mà, trong cuốn băng, ông ấy đã quay ngoắt 180 độ, lên án thậm tệ chính những tác phẩm đó và cũng chính người nhạc sĩ đó..."

## Tác phẩm
Dưới đây là danh sách một số tác phẩm của Vĩnh Cát.

### Ca khúc
- "Việt Bắc"
- "Nhớ Bác Hồ"
- "Gửi bạn thủ đô"
- "Vui gặt lúa về"
- "Bắc Nam một nhà"
- "Sáng lên như mùa xuân
- "Chuyện tình là thế"
- "Giữ sao đẹp mãi như hoa"
- "Bên mồ liệt sĩ"
- "Trong đêm vắng"
- "Cái áo lấm"
- "Ở giữa rừng sâu còi tàu đã vang lên rồi"
- "Hành khúc nông trường"
- "Nào nghỉ tay một lát"
- "Bài hát của vận động viên"
- "Bạn ơi, hãy nghe Bến Hải tâm tình"
- "Vườn nhãn quê hương"
- "Có chúng tôi sẵn sàng"
- "Hà Nội của ta"
- "Sáng mãi ngọn đuốc Môrixơn"
- "Hà Nội, thủ đô ta đó"
- "Sa Pa thành phố trong sương"
- "Tuổi trẻ chúng tôi"
- "Ngôi sao Hà Nội"
- "Sông Đà nhịp điệu mùa xuân"
- "Muôn năm Tổ quốc Việt Nam"
- "Kỷ niệm trái tim"
- "Nụ hôn đầu"
- "Thuở ấy tình yêu"
- "Đêm mùa thu hoa nhãn"
- "Vui gặt lúa về"
- "Bắc Nam một nhà"
- "Mẹ con thợ mỏ"
- "Qua cầu"
- "Khúc hát ru"
- "Em là mùa xuân"
- "Mặt trời nhỏ của anh"
- "Trái tim cầu xin"
- "Dưới chân trời Tổ quốc hôm nay"

### Tác phẩm khí nhạc và thính phòng
- "Tiếng võng eu"
- "Quê ta"
- "Xe chỉ luồn kim"
- "Variation Rondo"
- "Scherzo"
- "12 Preludé và Fuga"
- "Kỷ niệm tuổi thơ"
- "Miền Nam có bông sen trắng"
- "Variation"
- "Niềm vui trở về đội ngũ" (Sonata cho violin và piano)
- "Kỷ niệm trái tim"
- "Romance"

### Giao hưởng
- "Giao hưởng số 1" (sau được đặt là "Cuộc đối đầu lịch sử")
- "Hái hoa dâng Bác"
- "Tuổi trẻ anh hùng"
- "Ngàn năm khoảng khắc"

## Sách đã xuất bản
Vĩnh Cát còn tham gia viết sách giáo trình và biên soạn một số cuốn sách:

### Sách tự viết
- "Lý thuyết âm nhạc cơ bản" (1961)
- "Những bài xướng âm trên điệu thức dân tộc" (1961)
- "Thực hành sáng tác" (1975)
- "Thực hành hòa âm" (1976)
- "Mấy nhận xét về thang âm và điệu thức dân tộc" (1981)
- "Tìm hiểu tính năng kỹ thuật diễn tấu một số nhạc khí dân tộc" (1982)

### Sách tham gia biên soạn
- "Nghệ thuật Thăng Long Hà Nội" trong "Bách khoa thư Thăng Long Hà Nội"
- "Nửa thế kỷ Văn hóa - thông tin Hà Nội 1945 - 1995" (chủ biên)
- "Văn hóa Thủ đô hôm nay và ngày mai"